# Rhadinaea cuneata
Rhadinaea cuneata är en ormart som beskrevs av Myers 1974. Rhadinaea cuneata ingår i släktet Rhadinaea och familjen snokar. Inga underarter finns listade i Catalogue of Life.
Denna orm förekommer i en liten region i delstaten Veracruz i Mexiko. Exemplar hittades vid 600 meter över havet. De lever i städsegröna skogar. Honor lägger antagligen ägg.
Beståndet hotas av skogarnas omvandling till odlingsmark. Populationens storlek är okand. IUCN kategoriserar arten globalt som otillräckligt studerad.